# 春達普K800摩托車

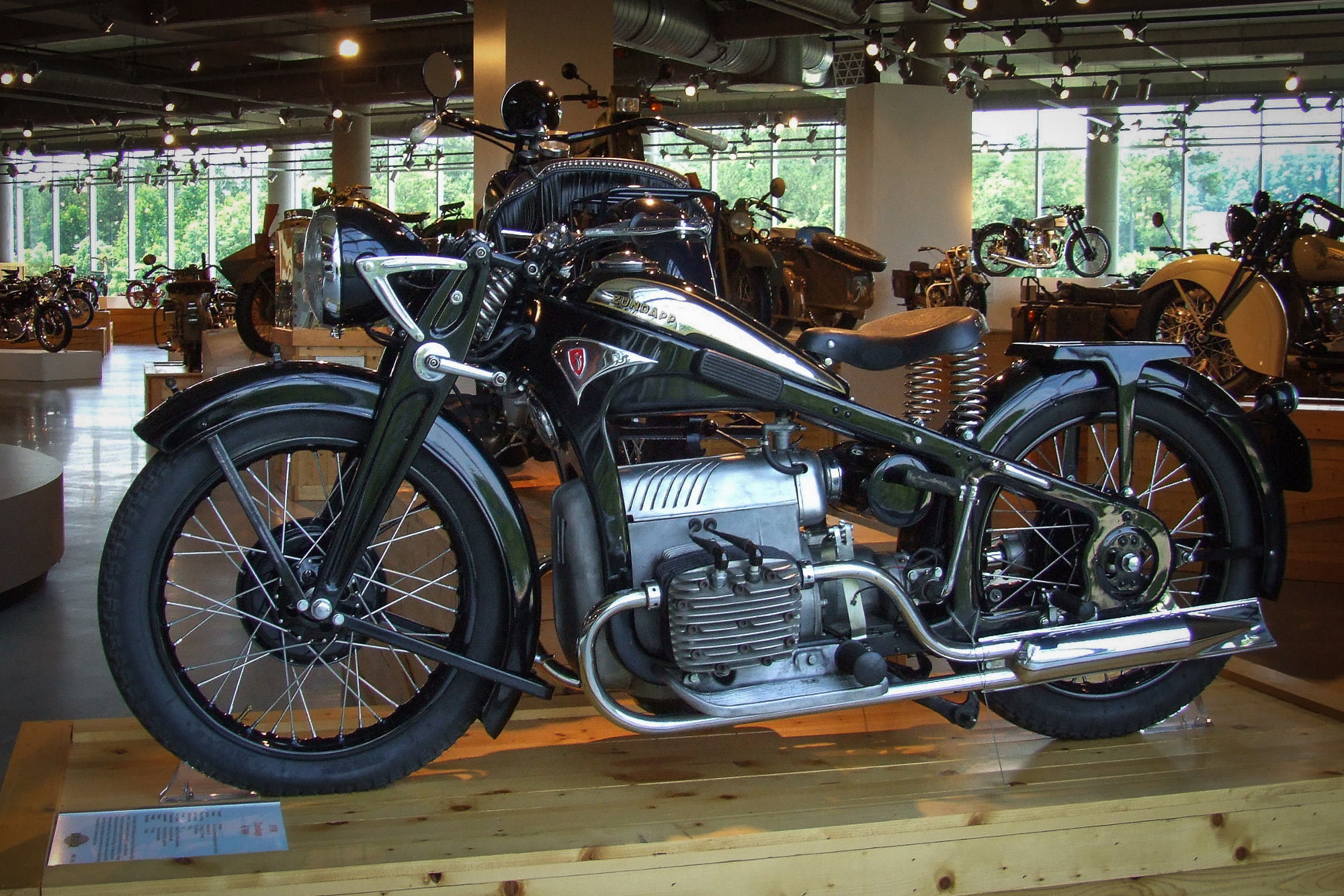
K800摩托車

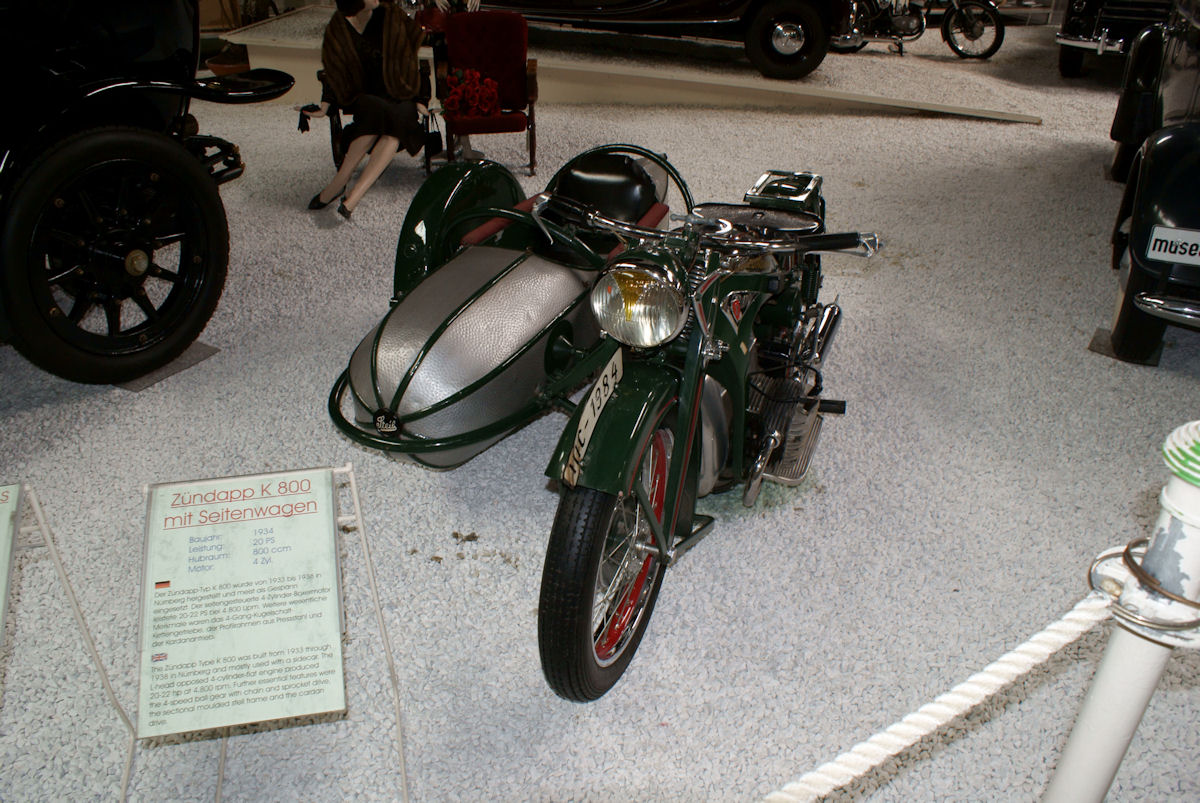
加裝邊車的K800摩托車

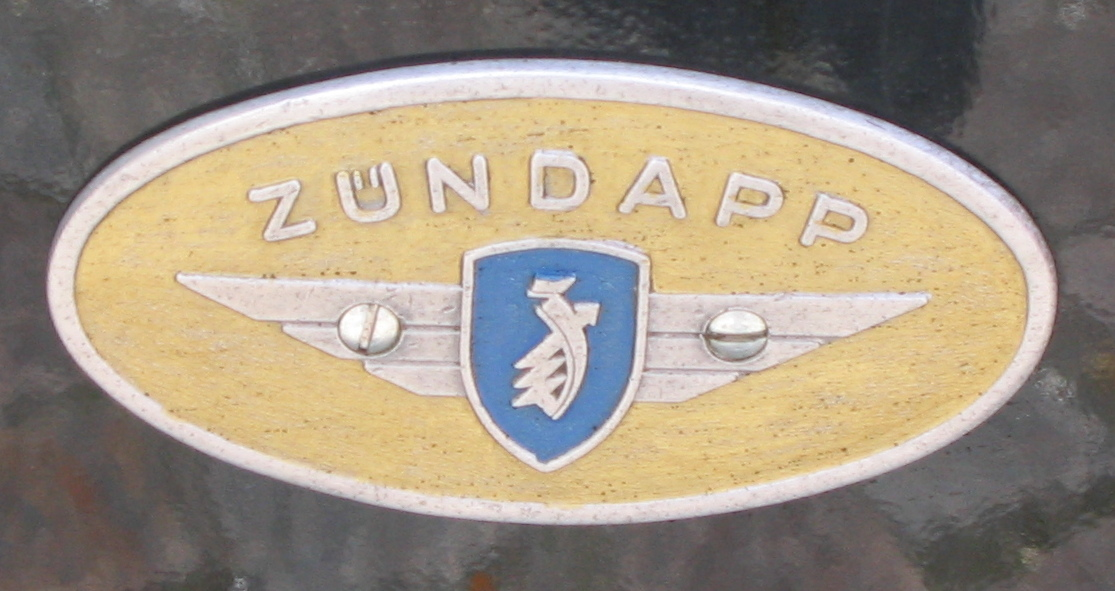
春達普摩托車廠的標記

春達普K800摩托車是位在德國紐倫堡的春達普摩托車廠（德語：Zündapp）於1933年推出的重型摩托車，此款摩托車採用了水平對臥四缸引擎，K800摩托車在第二次世界大戰期間除了作為納粹德軍的軍用摩托車，和日軍作戰的中華民國國民革命軍的裝甲師團搜索營和偵察排也有使用，K800也可以加裝邊車，可在邊車加裝MG30通用機槍成為流動火力平台。

## 基本資料
- 車長：2.17公尺
- 車闊：0.81公尺
- 車高：0.9公尺
- 重量：215公斤
- 最快速度：110公里/小時
- 航程:230公里
- 發動機：春達普K88四衝程風冷式汽油發動機（20匹馬力）

## 使用國家
- 納粹德國
- 中華民國

## 外部連結
- ZUNDAPP K800 （页面存档备份，存于）
- Zündapp K800
- Zündapp K800 1935 （页面存档备份，存于）
- Zundapp K800 1935 800cc 4 cylinder + Royal sidecar bugattitail （页面存档备份，存于）